# Großsteingrab Bollbrücke
Das vermutlich schon in der Bronzezeit zerstörte Großsteingrab Bollbrücke ist ein erweiterter Dolmen. Er liegt in einem Rundhügel im Wald nahe Parkentin im Landkreis Rostock in Mecklenburg-Vorpommern. Er stammt aus dem Neolithikum, ist eine Anlage der Trichterbecherkultur („TBK“ – 3500–2800 v. Chr.) und hat die Sprockhoff-Nr. 340.
Die leicht trapezoide Kammer bestand aus je drei Tragsteinen an den Längsseiten und einem Endstein an der breiten Schmalseite. Der Zugangsbereich ist zerstört. Der einzige noch vorhandene Deckstein (#5 in der Zeichnung) weist 22 Schälchen auf. Bei den Ausgrabungen von 1882 durch Robert Beltz (1854–1942) wurden Nachbestattungen aus der späten Bronzezeit festgestellt.

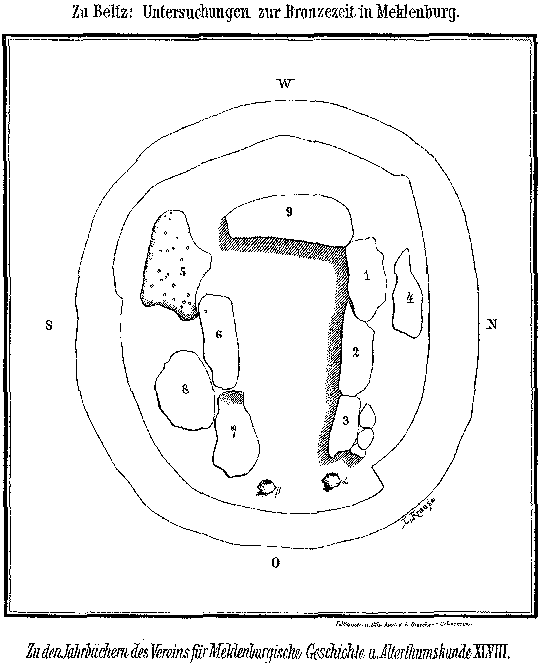
Grundriss von 1882